# جو كلاين (لاعب كرة قاعدة)
جو كلاين (بالإنجليزية: Joe Klein)‏ هو لاعب كرة قاعدة أمريكي، ولد في 22 أغسطس 1942 في بالتيمور في الولايات المتحدة، وتوفي في 23 أغسطس 2017 في فيلادلفيا في الولايات المتحدة.

## وصلات خارجية
- جو كلاين على موقعبيزبول رفرنس.كوم (الدوري الثانوي) (الإنجليزية)